# Дорога Гігантів
Дорога Гігантів (англ. Giant's Causeway, ірл. Clochán na bhFómharach) — геологічна формація, що складається з близько 40 тисяч зв'язаних базальтових колон, що утворилися в результаті стародавнього виверження вулкана. Формація розташована на північно-східному узбережжі Північної Ірландії, приблизно за 3 км на північ від містечка Бушмілз.
Ця територія була проголошена об'єктом Світової спадщини ЮНЕСКО в 1986 році, та Національним природним резервом в 1987 році (Відділом навколишнього середовища Північної Ірландії). У 2005 році голосування, проведене Radio Times, поставило Дорогу Гігантів на четверте місце в списку природних чудес Великої Британії.
Дорога Гігантів належить і керується Національним трастом, це найпопулярніша туристична пам'ятка Північної Ірландії.

## Геологія
В епоху Палеоцену, 50 — 60 мільйонів років тому, Антрім зазнавав значної вулканічної активності, коли дуже рідка розплавлена базальтова лава проступила через крейдові осади і сформувала широкі лавові плато. Коли лава вистигла, відбулося стиснення. Горизонтальне стиснення розірвало породу схоже на те, як це відбувається у шарі глини, що висихає, і тріщини рухалися вниз в міру вистигання породи; це утворило структури, схожі на стовпи, які також горизонтально розтріскались на «печиво». У багатьох випадках горизонтальне розтріскування мало наслідком опуклу нижню сторону «печива» та ввігнуту верхню сторону нижчого сегмента, які утворюють «суглоби» стовпів. Висота стовпів переважно визначається швидкістю вистигання лави з вулканічного виверження.Більшість колон формації гексагональні, хоча зустрічаються і чотирьох, п'яти, семи або восьмигранні. Найвищі мають висоту близько 12 м.
Дорога Гігантів є прикладом стовпчастої окремості, яка досить широко розповсюджена в світі на місцях вулканічних вивержень базальтової лави. Базальти колись були частиною великого вулканічного плато, яке мало назву Тулеанське плато і було розірвано при відкритті Атлантичного океану.. Частини плато також можна бачити у Шотландії, на острові Фарое тощо.

## Помітні риси
Деякі зі структур геологічної формації, після декількох мільйонів років вивітрювання, нагадують різні об'єкти, наприклад «Орган» і «Черевик Гіганта». Інші риси включають: багато червоних вивітрених низьких стовпів, відомих як «Очі Гіганта», створені зміщенням базальтових валунів; «Сходи пастуха»; «Стільники»; «Арфу Гіганта»; «Труби димоходу»; «Ворота Гіганта» та «Горб верблюда».

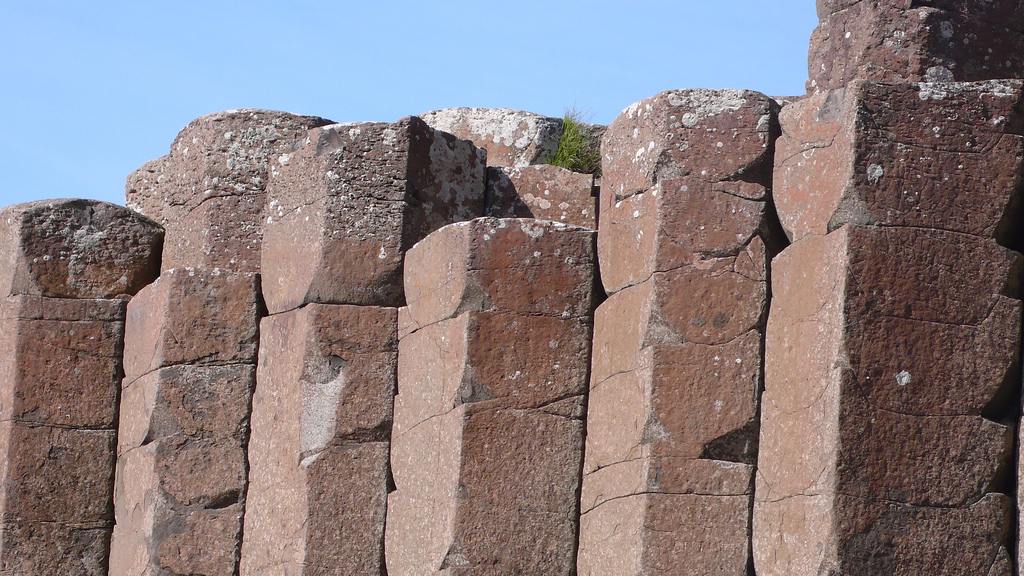
Червоні базальтові призми
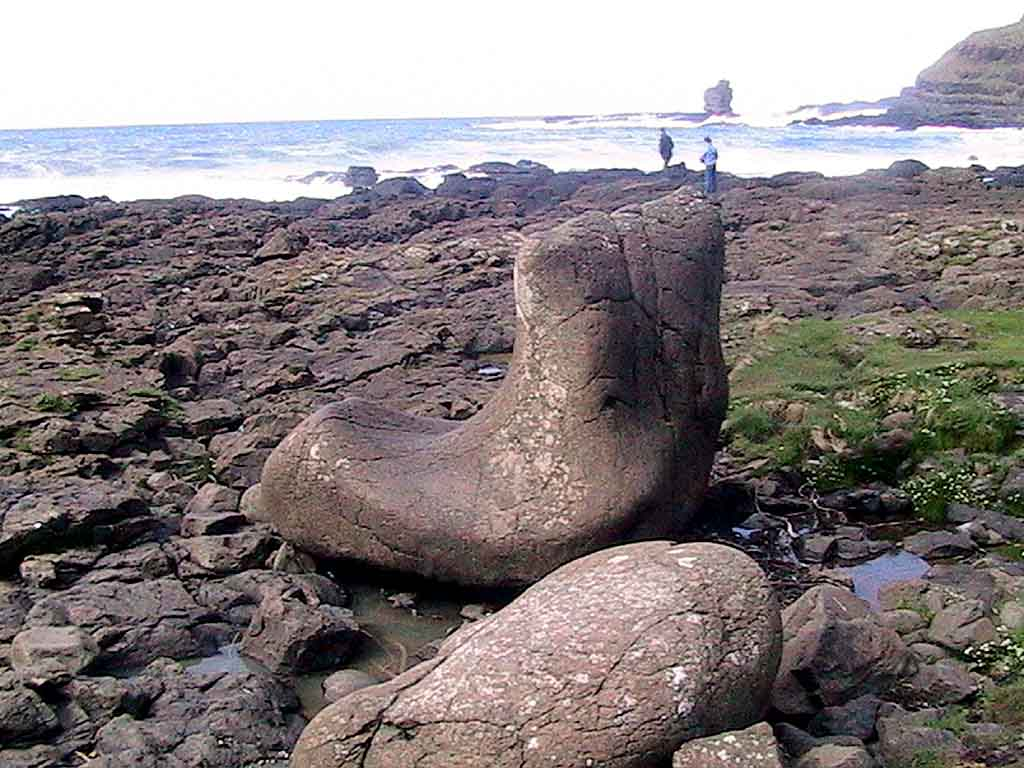
"Черевик Гіганта"
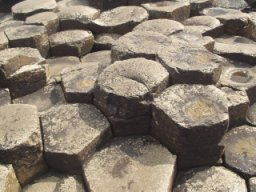
Базальтові колони
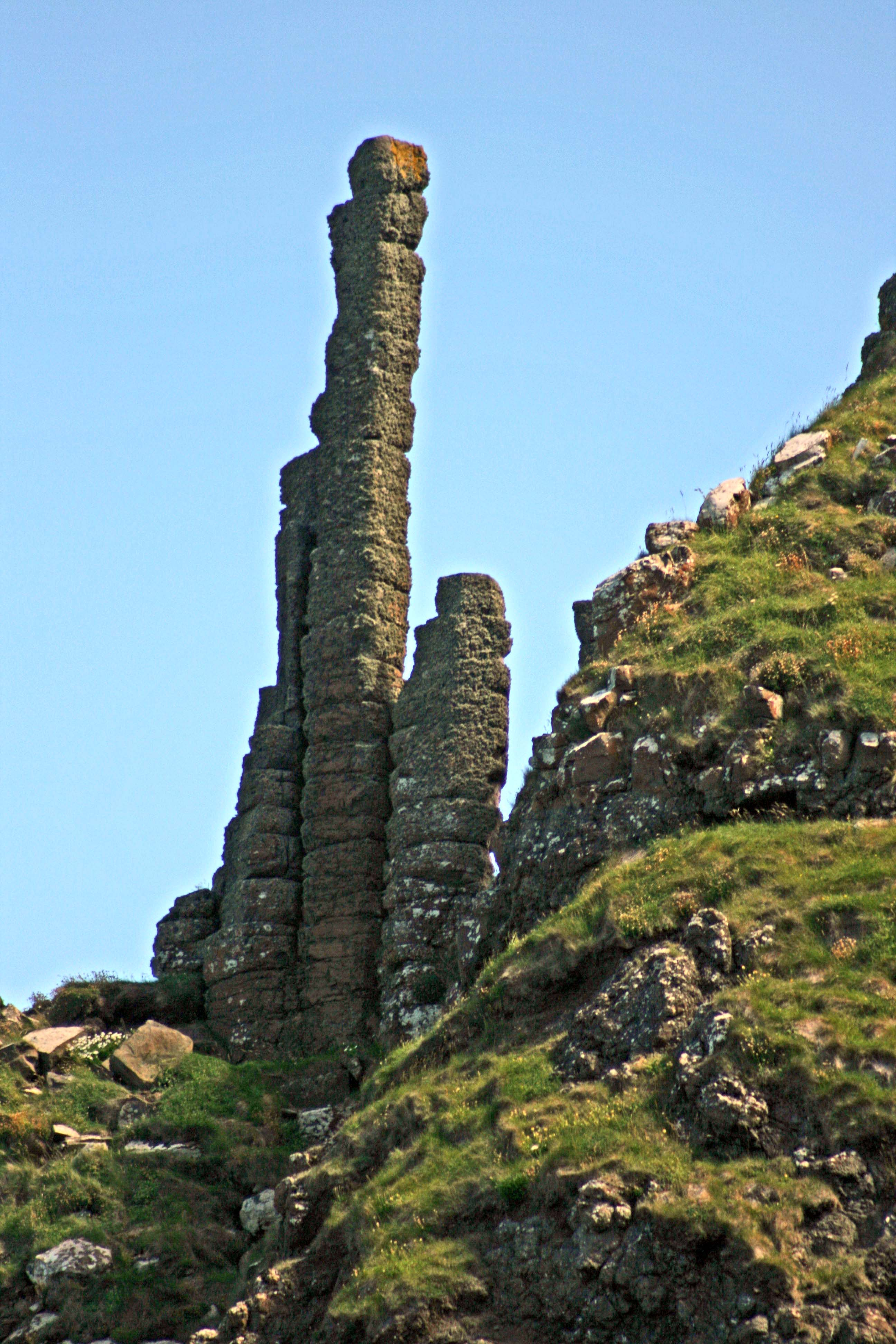
"Труби димоходів"

## Флора та фауна
Територія є прихистком для таких птахів як буревісник кочівний, баклан великий, баклан чубатий, коловодник звичайний, чистун, кайра і гагарка, а на дуже вивітрених скелях ростуть Asplenium marinum, конюшина польова, Scilla verna, морська костриця і орхідея язичок зелений.
За повідомленнями, у жовтні 2011 року на Дорозі Гігантів була виявлена колонія строматолітів — що незвично, оскільки строматоліти зазвичай знаходять у тепліших і солоніших водах.

## Легенда
У одній з оповідей мовиться про те, що Фінн Мак Кумал, вирішивши битися з жахливим однооким супротивником Голлом, щоб не замочити ноги, вбив в дно Ірландського моря ряд колон і таким чином побудував міст. Втомившись, він приліг відпочити. В цей час Голл сам перейшов по мосту до Ірландії, і з'явився до Фінна. Дружина Фінна, вказавши на сплячого чоловіка, збрехала, сказавши, що це її немовля-син. Крім того, вона пригостила Голла коржиками, усередині яких запекла плоскі залізні сковороди, і коли велетень почав ламати об них зуби, дала другий коржик, простий, немовляті-Фінну, який спокійно з'їв його. Уявивши, яким же гігантом виявиться батько цього немаленького «немовляти», Голл в жаху втік, по дорозі руйнуючи міст.